# Fatal Affair
Fatal Affair (Brasil: Encontro Fatal ) é um filme estadunidense de suspense psicológico de 2020, dirigido por Peter Sullivan, que co-escreveu o roteiro com Rasheeda Garner. É estrelado por Nia Long, Omar Epps, Stephen Bishop e KJ Smith.
Foi lançado em 16 de julho de 2020, pela Netflix.

## Sinopse
Um homem, Travis, e uma mulher estão fazendo sexo. A mulher depois vai à cozinha pegar um copo de água quando ouve um barulho alto. Ela vai até Travis, mas o encontra desaparecido e, depois de procurar, o encontra na banheira do banheiro em uma poça de sangue. Enquanto ela grita, uma mão a alcança e a agarra.
Ellie Warren é uma advogada de sucesso que mora com o marido Marcus, que está se recuperando após um terrível acidente de carro. Eles acabaram de se mudar para uma nova casa no litoral da cidade de São Francisco, agora que sua filha Brittany partiu para a faculdade. No trabalho, a chefe de Ellie, Janice, quer que ela continue depois que ela terminar o último caso, apesar da decisão de Ellie de sair para iniciar seu próprio escritório. Janice apresenta o novo consultor de tecnologia da empresa, David Hammond, e Ellie fica surpresa ao revê-lo, já que o conhece dos tempos de faculdade.
David convida Ellie para sair, mas ela já tem planos com sua amiga Courtney e convida David a conhecê-los. Courtney fica presa no trabalho, então Ellie e David acabam bebendo sozinhos. Ela admite que às vezes sente que está dormindo com um estranho com Marcus. Eles vão a um clube, onde dançam e depois começam a se beijar no banheiro. Eles quase fazem sexo, mas Ellie diz que não pode e sai correndo. Ela volta a viver com Marcus e tenta tornar o relacionamento deles realmente forte. David, constantemente, liga para ela. Ela também recebe um espaço de escritório para sua nova empresa.
David vai ver seu terapeuta. É revelado que ele começou a procurar terapia devido ao controle da raiva ordenado pelo tribunal, após um incidente com uma mulher chamada Deborah. Mais tarde, David se aproxima de Ellie e pergunta por que ela não está retornando as ligações. Ele pede a Ellie para tomar um café, mas ela diz que não pode, pois está casada e vai embora. Ellie continua recebendo ligações e mensagens de texto de David, mas bloqueia seu número. Ela e Marcus fazem sexo, e David observa do lado de fora da janela. Ellie e Marcus convidam Courtney para jantar, e Ellie fica surpresa quando ela traz David como seu acompanhante. David finge não conhecer Ellie, que também interpreta. Quando sozinha, Ellie confronta David e diz que nunca mais o verá em volta de sua família. Ela diz para ele dar uma desculpa para sair, o que ele faz.
No dia seguinte, Ellie encontra um pacote em seu deque de Marcus. Ela liga para Courtney, mas não consegue alcançá-la, e busca David para enfrentá-lo. Ela quer saber o que será necessário para afastá-lo dela e de seus amigos e familiares. Ele bate nela e a chama de Deborah. Ela lhe dá o registro que ele deixou para ela no pacote, e ele o encaixa pela metade. Courtney para na empresa de Ellie para encontrá-la e diz que David contou a ela como Ellie tentou seduzi-lo e ele a rejeitou. Não acreditando na explicação de Ellie, Courtney aparece.
Ellie vai ver uma velha amiga da faculdade, que lhe diz que David estava totalmente obcecado por ela na faculdade. Ela também diz que Deborah, ex-esposa de David, se parecia com Ellie e que Deborah e seu novo namorado foram assassinados alguns meses após o divórcio. (Nesse ponto, é revelado que Deborah é a mulher desde o início do filme.) Ellie está aterrorizada. À noite, David invade a casa de Ellie e vasculha suas coisas enquanto ela dorme.
Ellie, mais tarde, recebe uma mensagem de vídeo de David contendo imagens de vigilância deles dançando no clube que ele invadiu. Ela também não sabe que ele também invadiu a segurança de sua casa. Ela envia a Courtney um e-mail com informações sobre o assassinato de Deborah e como David provavelmente o cometeu, mas David o exclui. Ele então faz sexo com Courtney.
Ellie começa a seguir David e fica horrorizada ao vê-lo jogar golfe com Marcus. Ela é capaz de convencer o porteiro do prédio de David a deixá-la entrar no apartamento dele, onde encontra fotos de Deborah e de si mesma tiradas de longe no computador dele. David chega em casa enquanto ela ainda está no apartamento e foge. Ellie liga para Courtney e conta sobre as fotos e que David é perigoso. Nesse momento, David chega à casa de Courtney. Courtney olha no telefone de David e encontra fotos de Ellie, mas David a pega e ataca.
Ellie corre para a casa de Courtney e a encontra inconsciente e sangrando na cabeça. Courtney é levada ao hospital e a polícia diz a Ellie que eles estão procurando por David. Em casa, Ellie conta a Marcus toda a história. Ele está com raiva e chateado. Enquanto isso, David encontra um homem sem-teto e o põe em chamas com uma nota de suicídio, fingindo sua morte. A polícia revela que encontraram todas as evidências em sua casa, incluindo uma confissão pelo assassinato de sua ex-esposa.
Uma noite, Ellie recebe uma mensagem de sua assistente (presumivelmente de David) para assinar alguns documentos. Ellie para em seu escritório e encontra sua assistente assassinada no chão. Ellie corre para casa e chama a polícia a caminho. Ela encontra o namorado de Brittany, Scott morto, mas não consegue encontrar Marcus ou Brittany.
David aparece e diz a Ellie que eles podem começar uma nova vida juntos. Ellie ataca David com uma faca e depois quebra um vaso na cabeça dele. Ela encontra Marcus e Brittany amarrados. Ela os liberta quando a polícia chega, mas quando eles correm para o carro de polícia encontram o policial morto. David os ataca, mas eles podem trancar Brittany em seu carro e pedir para ela ir embora. Marcus luta com David, mas ele o derruba sobre uma varanda. Ellie apunhala David no peito e encontra Marcus e o ajuda a se levantar. David volta para o carro da polícia e pega a arma do policial morto enquanto Marcus e Ellie correm para a praia. David os confronta com a arma, e uma briga se inicia no penhasco. David cai do precipício e cai até a morte.
Alguns meses depois, Marcus e Ellie mandam Brittany de volta à escola, e a casa deles está à venda.

## Elenco
- Nia Long como Ellie Warren[2]
- Omar Epps como David Hammond[2]
- Stephen Bishop como Marcus Warren[2]
- KJ Smith como Deborah Lee[3]
- Jason Shane Scott como Travis Green
- Aubrey Cleland como Britanny Warren
- Maya Stojan como Courtney
- Carolyn Hennesy como Janice
- Kate Orsini como Lauralee
- Lyn Alicia Henderson como Detetive Larson

## Produção
Em outubro de 2019, a Deadline informou que a Netflix havia feito uma parceria com a Hybrid Films com Peter Sullivan, dirigindo o projeto do filme. Nia Long, Omar Epps e Stephen Bishop foram indicados para estrelar o filme, com Sullivan e Rasheeda Garner escrevendo o roteiro. Long, Barry Barnholtz, Brian Nolan e Jeffrey Schenck serviriam como produtores do filme. Em novembro de 2019, foi anunciado que KJ Smith se juntou ao elenco do filme. A filmagem principal do filme ocorreu no local em Los Angeles, Califórnia em 2019.

## Lançamento
O filme foi lançado em 16 de julho de 2020 pela Netflix.

## Recepção
Fatal Affair recebeu críticas negativas dos críticos. No Rotten Tomatoes, possui uma taxa de aprovação de 21% com base em 14 avaliações, com uma média ponderada de 3,85/10.